# Philipp Schuberth
Philipp Schuberth (* 21. Juni 1893 in Enchenreuth; † 13. März 1944 in der JVA Brandenburg-Görden) war ein deutscher Widerstandskämpfer und NS-Opfer.

## Leben
Schuberth war gelernter Bäcker und arbeitete bei der Schuhfabrik Pretzfelder & Riexinger AG des jüdischen Ehepaars Max und Lilly Pretzfelder in Burgkunstadt, das 1942 ermordet wurde. 1915 heiratete er Katharina Meusel aus Redwitz. Im Ersten Weltkrieg war er Soldat an der Ost- und Westfront und wurde nach einer Verwundung 1918 aus dem Wehrdienst entlassen.
Schuberth wurde Mitglied der USPD und 1929 in den Redwitzer Gemeinderat gewählt. Im Herbst 1932 trat er der KPD bei und wurde inoffizieller Ortsgruppenleiter. Nach der „Machtergreifung“ der Nationalsozialisten und dem Verbot der KPD wurde Schuberth am 10. März 1933 verhaftet und war bis 1935 im KZ Dachau inhaftiert. Nach seiner Entlassung führte er die KPD in Redwitz zusammen mit seinem Freund Rudi Vogel im Untergrund weiter, getarnt als „Schachclub“. Nach längerer Arbeitslosigkeit fand er 1938 Arbeit in der Schuhfabrik Hühnlein und wechselte 1941 wieder zu seiner alten Firma Pretzfelder & Riexinger. Schuberth hatte dort Kontakt mit russischen Zwangsarbeitern, mit denen er über die politische Lage diskutierte. Seine Kollegin Barbara Gaubisch war Zeugin der Gespräche und denunzierte ihn beim Kreisleiter der NSDAP, weshalb er eine Verwarnung durch den Betriebsleiter Rudolf Kreuch erhielt. In der Firma gefundene Zeitungsausschnitte mit Bildern von Heinrich Himmler, Wilhelm Frick und Hermann Frank und den Worten „Die drei an die Wand“ schrieb man ihm ebenfalls zu. Schuberth wurde am 16. November 1944 verhaftet, in das Bamberger Gerichtsgefängnis gebracht und dort von der Gestapo vernommen. Er sagte dabei aus: 
„Wenn ich über meine heutige politische Einstellung gefragt werde, so muss ich ehrlich zugeben, dass ich meine kommunistische Meinung noch heute in mir trage. Den Nationalsozialismus lehne ich ab, weil ich ihn als kapitalistische Staatsform betrachte.“
Im weiteren Verlauf der Vernehmung gab er zu, englische „Feindsender“ gehört und die Zeitungsausschnitte in der Firma ausgelegt zu haben. Am 24. November wurde Schuberth bei einer erneuten Vernehmung gefoltert, bekannte sich dabei zu den Anschuldigungen, gab aber die Namen seiner Mitkämpfer nicht preis. Schuberth wurde daraufhin bei der Gestapo Berlin wegen „Wehrkraftzersetzung“ angeklagt, am 17. Dezember 1944 in die Haftanstalt Berlin-Moabit überstellt und von Oberstaatsanwalt Karl Bruchhaus wegen „Hochverrats“ angeklagt. Am 4. Februar 1944 wurde er vom Volksgerichtshof unter Vorsitz des Richters Paul Lämmle zum Tode verurteilt und am 8. Februar 1944 in die JVA Brandenburg-Görden verbracht, seinem Gnadengesuch wurde nicht stattgegeben.
In seinem Abschiedsbrief schrieb er:
„Ihr alle, meine Lieben, ich sende euch meinen letzten Gruß. Es soll nicht mehr sein, dass wir uns wieder sehen. Grüßt alle meine Geschwister, Bekannten und Freunde, besonders Rudi. Lebt wohl, euer lieber Vater. Denkt an mein Grab im Garten.“
Schuberth wurde zusammen mit sechs weiteren Verurteilten am 13. März 1944 hingerichtet, sein Leichnam verbrannt und in einer Urne nach Redwitz überführt. Die Denunziantin Barbara Gaubisch wurde 1948 zu drei Jahren Zwangsarbeit verurteilt und in einem Berufungsprozess später freigesprochen.